# Turniej o Złoty Kask 2005
Turniej o Złoty Kask 2005 – cykl zawodów żużlowych, organizowanych corocznie przez Polski Związek Motorowy. W finale, rozegranym w Rybniku, zwyciężył Janusz Kołodziej.

## Finał
- Rybnik, 14 października 2005
- Sędzia: Józef Piekarski

| Msc. | Zawodnik            | Klub         | Pkt   |             |  |
| ---- | ------------------- | ------------ | ----- | ----------- |  |
| 1    | Janusz Kołodziej    | Tarnów       | 14    | (2,3,3,3,3) |  |
| 2    | Damian Baliński     | Leszno       | 12    | (3,2,2,3,2) |  |
| 3    | Krzysztof Słaboń    | Wrocław      | 10 +3 | (2,3,3,2,0) |  |
| 4    | Rafał Szombierski   | Rybnik       | 10 +2 | (3,2,1,1,3) |  |
| 5    | Mariusz Węgrzyk     | Ostrów Wlkp. | 10 +1 | (0,3,1,3,3) |  |
| 6    | Grzegorz Walasek    | Częstochowa  | 9     | (1,1,3,1,3) |  |
| 7    | Piotr Świderski     | Wrocław      | 9     | (2,1,2,2,2) |  |
| 8    | Marcin Rempała      | Tarnów       | 7     | (d,0,2,3,2) |  |
| 9    | Robert Sawina       | Bydgoszcz    | 7     | (3,1,0,2,1) |  |
| 10   | Jordan Jurczyński   | Łódź         | 7     | (1,3,1,1,1) |  |
| 11   | Tomasz Gapiński     | Wrocław      | 6     | (3,0,3,d,0) |  |
| 12   | Maciej Kuciapa      | Rzeszów      | 5     | (2,2,d,0,1) |  |
| 13   | Michał Szczepaniak  | Ostrów Wlkp. | 5     | (1,d,1,2,1) |  |
| 14   | Dawid Cieślewicz    | Gniezno      | 4     | (0,d,2,0,2) |  |
| 15   | Krystian Klecha     | Bydgoszcz    | 3     | (0,2,0,1,0) |  |
| 16   | Zbigniew Czerwiński | Rybnik       | 1     | (1,w,0,0,0) |  |

Bieg po biegu:
1. Gapiński, Świderski, Czerwiński, Cieślewicz
2. Sawina, Kuciapa, Walasek, Klecha
3. Baliński, Słaboń, Szczepaniak, Rempała (d)
4. Szombierski, Kołodziej, Jurczyński, Węgrzyk
5. Węgrzyk, Klecha, Świderski, Rempała
6. Słaboń, Szombierski, Sawina, Gapiński
7. Jurczyński, Kuciapa, Szczepaniak (d), Czerwiński (u/w)
8. Kołodziej, Baliński, Walasek, Cieślewicz (d)
9. Kołodziej, Świderski, Szczepaniak, Sawina
10. Gapiński, Baliński, Jurczyński, Klecha
11. Walasek, Rempała, Szombierski, Czerwiński
12. Słaboń, Cieślewicz, Węgrzyk, Kuciapa (d)
13. Baliński, Świderski, Szombierski, Kuciapa
14. Węgrzyk, Szczepaniak, Walasek, Gapiński (d)
15. Kołodziej, Słaboń, Klecha, Czerwiński
16. Rempała, Sawina, Jurczyński, Cieślewicz
17. Walasek, Świderski, Jurczyński, Słaboń
18. Kołodziej, Rempała, Kuciapa, Gapiński
19. Węgrzyk, Baliński, Sawina, Czerwiński
20. Szombierski, Cieślewicz, Szczepaniak, Klecha
21. Bieg dodatkowy o 3. miejsce: Słaboń, Szombierski, Węgrzyk